# Kiseljärn

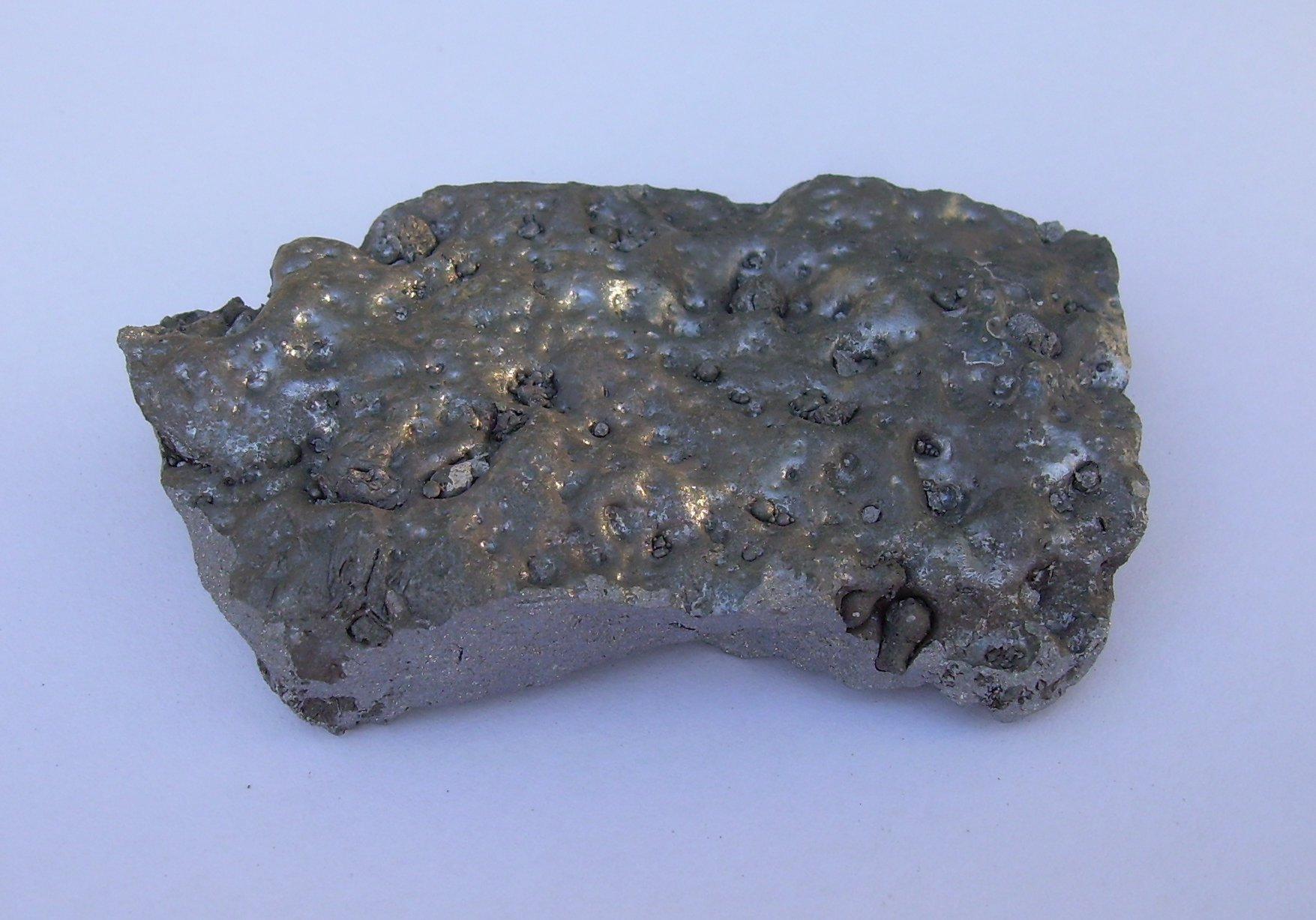
Kiseljärnlegering

Kiseljärn, eller ferrosilicium, är en järn-kisellegering med 10 – 90 % kisel och mindre mängder kol och mangan. Dess specifika vikt varierar från ca 7,0 för de mest kiselfattiga till ca 2,3 för de kiselrikaste.
Kiseljärn med mindre än 20 % kisel är mattglänsande och liknar tackjärn och med över 50 % kisel blir färgen mera blåaktig. Med >30 % eller <65 % kisel är det beständigt i luft, medan det med halter däremellan angrips av fuktig luft med bildande av vissa gaser som fosforsyra, arsinikväte, kiselväte o d. Dessa är dels mycket giftiga dels vissa fall explosiva.
| Namn    | Innehåll [%] | Smältpunkt [°C] | Densitet [g/cm3] |
| ------- | ------------ | --------------- | ---------------- |
| FeSi 45 | 45           | 1215–1300       | 5.1              |
| FeSi 75 | 75           | 1210–1315       | 2.8              |
| FeSi 90 | 90           | 1210–1380       | 2.4              |

## Framställning
Tillverkat i masugn håller kiseljärn ej över ca 16 % kisel. Största delen av kiseljärn tillverkas i elektrougn, där en renare och mera kiselhaltig produkt erhålls, med 25 – 90 % kisel.
Kiseljärn tillverkas antingen genom reduktion av en blandning av järnmalm och kvarts med kol eller genom reduktion av kvarts med kol till kisel och tillsats av metalliskt järn.

## Användning
Kiseljärn används som deoxidationsmedel vid järn- och ståltillverkning och som legeringsämne vid tillverkning av specialgjutjärn (syrafast gjutjärn) och specialstål (kiselstål).